# Брикстонский фунт
Брикстонский фунт (англ. Brixton Pound) — региональная валюта района Брикстон города Лондон в Великобритании.
Идея выпуска местных денег была вызвана экономическим кризисом 2008 года: местные жители видели в них возможность стимулирования экономики района. Проект сразу рассматривался не только как финансовый, но и как социальный и даже политический. В социальном плане он связан с историей Брикстона, его мультикультурной идентичностью, что передаётся через использование портретов местных знаменитостей на банкнотах. В политическом плане концепция местной валюты направлена не только «против» фунта стерлингов, но против современной экономической системы и принятой в ней роли денег. Брикстонский фунт — это «переосмысление того, как создаются и циркулируют деньги».
В январе 2021 года появилась идея перезапуска проекта с использованием блокчейна.

## История

### Организаторы
Брикстонский фунт был введён благотворительной организацией «Transition Network» как проект «Transition Town Brixton». Сеть «Transition town», по её собственным словам, является «движением сообществ, объединяющихся, чтобы переосмыслить и перестроить наш мир». Также его выпуск поддерживал Сберегательно-кредитный союз Ламбета («Lambeth Savings and Credit Union»). Брикстонский фунт являлся частью движения «Brixtopia». В рамках проекта проводились семинары, поэтические чтения и музыкальные мероприятия. Были выпущены майки с дизайном, содержащим элементы оформления банкнот.
Выпуском брикстонского фунта изначально занимались некоммерческие организации «Brixton Pound Community Interest Company» и «Brixton Credit Union». Юридически всё было оформлено как компания общественных интересов, что позволяло как оставлять себе благотворительные пожертвования, так и получать коммерческую прибыль, если она инвестируется исключительно в сообщество. Публичный инициатор эмиссии — Джош Райан-Коллинз (англ. Josh Ryan-Collins). При первом выпуске брикстонского фунта директором «Brixton Pound» был Чарли Уотерхаус (англ. Charlie Waterhouse), генеральным менеджером — Том Шакли (англ. Tom Shakhli). На июль 2021 года руководителем проекта являлся Гай Дэвис (англ. Guy Davies).

### Юридический статус
Выпуск брикстонского фунта изначально задумывался по ваучерной схеме: только Банку Англии разрешено печатать законные платёжные средства в Англии. Юридически банкноты местной валюты представляют собой ваучеры, которые местные предприниматели добровольно могут согласиться принять. По закону такие платёжные средства имеют срок действия.

### Причины выпуска брикстонского фунта
Появление идеи местных денег в Брикстоне было вызвано экономическим кризисом 2008 года и желанием стимулировать экономику района.
С 1940-х годов Брикстон — район на юго-западе Лондона — был сердцем карибского сообщества города. В 1970-80-х годах безработица и социальная изоляция привели к росту уровня преступности; район стал известен как центр бандитизма и злоупотребления наркотиками. Современные жители Брикстона считают свой район прогрессивным, позволяющим продвигать контркультурные идеи, ценят свою культуру и недовольны попытками крупного бизнеса влиять на экономику района.
С самого начала проект был не только финансовый, но также социальный и политический. Планировалось возродить самую выдающуюся черту городской жизни Брикстона — уличный рынок, тесно связанный с его мультикультурной идентичностью. Смысл введения местной валюты — более длительная циркуляция финансов в регионе и возможность непрямой поддержки местного малого бизнеса:

Если вы потратите 5 фунтов на чашку кофе в сетевом магазине, большая часть этих денег просто улетит прямо к тому, кто владеет акциями кофейной сети. Если вы потратите 5 брикстонских фунтов в местной независимой кофейне, эти деньги продолжат оборачиваться в этом районе.
Оригинальный текст (англ.)If you spend £5 on a cup of coffee in a chain store, the majority of that money just flies straight out to whoever owns the shares in the coffee chain. If you spend 5 Brixton Pounds with a local, independent coffee shop, that money stays circulating in the area.
— Чарли Уотерхаус, директор Brixton Pound.
Организаторы брикстонского фунта считают, что оплата фунтом стерлингов — это формальная, обезличенная операция. Когда же используется брикстонский фунт, то шансов установить личное общение с владельцем местного бизнеса гораздо больше. Поэтому использование местной валюты даёт возможность выразить свои убеждения, поддержать именно региональный бизнес. Исследования, проведённые в Канаде, показали, что местные независимые розничные торговцы возвращают в экономику региона значительно больше денег, чем сетевые магазины (более чем вдвое).
Активисты Брикстона не просто выступают против обычного фунта, но и против мировой экономической системы и современной концепции денег в ней. Крупный бизнес стал вытеснять местных предпринимателей, настроенных на долгосрочную работу. Местный совет в качестве поддержки впервые в стране разрешил местным компаниям платить налоги на недвижимость в брикстонских фунтах. Брикстонский фунт, по словам генерального менеджера Шакли, — это переосмысление того, как создаются и циркулируют деньги.

Повышая спрос в местной экономике при помощи ваучеров, которые могут быть потрачены только на продукцию малых фирм, кредитный союз также подкрепляется дополнительным капиталом для предоставления этических кредитов людям и фирмам в нашей местности.
— Том Шакли, генеральный менеджер брикстонского фунта
Ещё одна причина предпочтения местной валюты: брикстонский фунт используется как дополнительная форма оплаты при желании избежать использования кредитных (и дебетовых) карт и других банковских операций.

### Социальная функция
Филипп Дегенс (нем. von Philipp Paul Degens) согласен с позиционированием региональной валюты как средства для стимулирования местной экономики. Но это лишь одна из целей: реинвестирование доходов и концентрация покупок на местном уровне даёт локальный мультипликативный эффект. Существует отличие использования местных валют для обычных потребителей и предприятий. Дегенс в своей диссертации провёл исследования трёх таких валют: страудского фунта, брикстонского фунта и форарльбергского талера (Австрия). Он выяснил, что люди обычно используют деньги для личного потребления и хранят их в размере тех сумм, которые они планируют потратить. Предприятия же зависят от покупателей, которые используют местную валюту в своём магазине: чем интенсивнее используется местная валюта, тем большее количество требуется хранить в обороте. Более того, расходы местной валюты на деловые цели также ограничены: даже в регионе её принимают не везде, а большая часть операционных расходов приходится на поставщиков за пределами местного сообщества.
Брикстонский фунт, указывает Дегенс, некорректно называть только «экономическим проектом», в нём много социальных составляющих. В 2016 году проект также включал общественный фонд, лотерею и кафе. Его также можно рассматривать как платёжное средство для особых «перераспределительных» целей; это специфическая денежная форма со своим собственным значением. Местные деньги тратят на «что-то приятное» или «что-то особенное», при этом связанное с региональной общностью. Можно сказать, что брикстонский фунт генерирует свой смысл, является самовыражением единения местного сообщества. Даже предприятия не просто используют брикстонский фунт, но копят некую сумму, чтобы потратить её на специальные деловые расходы, обычно социального и праздничного характера, такие как угощение сотрудников в кафе, которое тоже принимает местную валюту. Такие деньги менее обезличены, чем обычные, и способствуют общности соответствующих социальных групп.
Вивиана Зелизер (англ. Viviana A. Zelizer) раскрывает идею подробнее и связывает денежные практики с социальными отношениями: существует дифференциация денег в соответствии с практикой их целевого назначения. Люди не считают деньги одинаковыми, а сортируют их, например, в зависимости от источника дохода, цели расходов или типа социальных отношений, для которых используется конкретная сумма. Деньги обслуживают как общие, так и местные схемы. И, если смотреть «с мест», то экономические транзакции являются высоко дифференцированными, персонализированными, выражающими конкретные отношения. Джером Бланк (фр. Jérôme Blanc), изучив имеющиеся типологии местных денег, предложил выделить три типа таких валют: территориальный (политические цели), социальный (создание общности) и экономический (рыночная выгода). Деньги, помимо всем известной роли стандарта рыночного обмена, также могут быть связаны с функциями перераспределения и усилением общности отношений.
Перед первым выпуском брикстонского фунта проект критиковали как протекционистский: «привязка» оборота денег внутри Брикстона может привести к тому, что в близлежащих районах (Пекем и Стретем) жители Брикстона станут тратить меньше денег.
В 2010 году вышел альбом группы «The Red Earth Collective», играющей в стиле регги, под названием «Red Earth Dub», содержащий инструментальную композицию «The Brixton Pound».

### Сведения об обороте
Первая эмиссия брикстонского фунта путём обмена на обычные фунты стерлингов составила 10 тысяч фунтов при курсе один к одному и была обеспечена на 100 % резервом фунтов стерлингов, которые хранились в местном кредитном союзе. Сначала местную валюту поддерживали 80 местных фирм, в январе 2010 года — 140, в 2016 году их количество увеличилось до 300.
Брикстонский фунт — первая локальная валюта в Великобритании, которой стало возможно расплачиваться онлайн в электронном виде с помощью приложения для смартфона, связанного с банковским счётом, кредитной картой или PayPal. Возможность была реализована 29 сентября 2011 года.
В 2016 году объём брикстонского фунта в обращении оценивался в 150 тысяч фунтов стерлингов. Исследование, проведённое фондом «Новая экономика», показало, что эти местные деньги расходуются на покупку товаров местных же фирм, и поэтому они обращаются внутри экономики региона втрое дольше, чем обычные фунты. В апреле 2016 года публике представили автомат по продаже брикстонских фунтов. В 2017 году в Брикстоне циркулировало уже приблизительно полмиллиона местных фунтов.
Бумажные брикстонские фунты можно было обменять на фунты стерлингов в любое время в кассе организации. До сентября 2018 года электронные брикстонские фунты можно было обменять через онлайн-счет даже без комиссии, затем возможность обмена отменили. При использовании брикстонского фунта взималась плата за транзакцию в размере 1,5 %, уплачиваемая получателем. Этот сбор направлялся в Фонд Брикстона на финансирование микро-грантов местных инициатив.
Организаторы выпуска брикстонского фунта также планировали создать взаимную кредитную сеть под названием «Brixton Prospects», через которую предприятия в Брикстоне могли бы обмениваться кредитами в виде ссуд с взаимозачётами внутри сети, избегая высоких ставок коммерческих кредиторов. Банки не заинтересованы в выдаче небольших кредитов для малого бизнеса; а такой кредит в местной валюте предприятиям было бы выгодно выплачивать быстрее, что позволило бы передавать кредиты «как горячую картофелину».

## Банкноты
Банкноты имеют высокую степень защиты; по словам дизайнера валюты Чарли Уотерхауса, защитных признаков даже больше, чем у британских банкнот. В частности, используются голографические плёнки, номера купюр в виде узора из золотой фольги, флуоресцентная краска и другие «признаки, о которых я не вправе упоминать».
Номинал: 1, 5, 10, 20 фунтов. Проведено две эмиссии бумажных денег. На банкнотах изображены известные уроженцы Брикстона. Банкноты имеют коллекционную ценность и продаются дороже номинала. С внешним видом всех банкнот можно ознакомиться на сайте проекта. Всего было проведено два полных выпуска банкнот всех номиналов, а также одна юбилейная банкнота.

### Первый выпуск
Первые банкноты, номиналами 1, 5, 10 и 20 брикстонских фунтов, были выпущены 17 сентября 2009 года под девизом «деньги, которые прилипают к Брикстону» («money that sticks to Brixton»). Жители Брикстона предварительно, до официального выхода, заказали и оплатили 7000 брикстонских фунтов.
B£1 — Олив Моррис (1952—1979). Радикальная политическая активистка, уроженка Ямайки. Организовала группу чернокожих женщин Брикстона и активно участвовала в кампаниях за права сквоттеров.
B£5 — Джеймс Лавлок (1919—2022). Эколог, сотрудник НАСА, продвигает концепцию динамично-устойчивого состояния планеты, которое может нарушить человеческая деятельность. Разделяет теорию глобального потепления.
B£10 — К. Л. Р. Джеймс (1901—1989). Уроженец Тринидада, историк и журналист, придерживавшийся антиколониалистической позиции. Отстаивал наличие в Советском Союзе государственного капитализма.
B£20 — Винсент Ван Гог (1853—1890), известный художник.

### Второй выпуск
В 2011 году были выпущены банкноты тех же номиналов, что и в первом выпуске.
B£1 — Ленфорд (Лен) Квези Гаррисон (1943—2003) — историк и общественный деятель, занимавшийся вопросом развития идентичности чернокожего населения Великобритании.
B£5 — Луол Дэнг (род. 1985) — баскетболист Национальной баскетбольной команды Великобритании, а также «Чикаго Буллз» и «Майами Хит» NBA. Свою карьеру он начал в 15 лет в баскетбольном клубе «Брикстон».
B£10 — Дэвид Боуи (1947—2016). Известный музыкант, жил в Брикстоне (Стэнсфилд-Роуд, 40) с 1947 по 1953 год.
B£20 — Виолетта Шабо (1921—1945) — британский секретный агент Второй мировой войны, участвовала в миссиях в Париже. О ней снят фильм «И с гордостью её пишите имя» (1958).

### Юбилейная банкнота 2015 года
В честь пятилетия валюты в 2015 году лимитированным тиражом была выпущена юбилейная банкнота достоинством в 5 фунтов. Дизайн разработал Джереми Деллер, лауреат Премии Тёрнера (2004), представлявший Великобританию в 2013 на биеннале в Венеции. На лицевой стороне находится психоделическое изображение, на обратной — цитата из «Капитала» Карла Маркса (ПСС, т.7, с. 165): «Капитал есть деньги, капитал есть товар… её [стоимости] возрастание есть самовозрастание. Она получила магическую способность творить стоимость в силу того, что сама она есть стоимость. Она приносит живых детёнышей или, по крайней мере, кладёт золотые яйца».

## Ситуация после 2020 года
Проект фактически прекратил активность в 2019 году, и банкноты, по словам Гая Дэвиса, уже были лишь предметом коллекционирования. Веской причиной послужила пандемия коронавируса. В опубликованном на сайте проекта осенью 2020 года сообщении говорилось, что «местная валюта никогда ещё не была так необходима», а пережитое в 2008 году было похоже на разминку по сравнению с современными проблемами. Было высказано намерение «построить Брикстонский фунт № 2» и признавалось, что способы сделать это пока неизвестны, и задача очень трудная, и её можно решить лишь сообща. На сайте проекта были удалены ранее существовавшие материалы, вместо них появился онлайн-магазин по продаже банкнот как коллекционных по цене выше номинальной.
В январе 2021 года стало известно о намерении перезапустить проект, но уже с использованием блокчейна, в партнёрстве с «Algorand Foundation».

Этот проект даёт брикстонскому сообществу ключи для управления собственной местной экономикой как никогда прежде, когда необходимо отходить от устаревших централизованных экономических моделей. Наше партнёрство будет строиться на надёжной платформе местной валюты, обеспечивающей устойчивую и распределенную экономику — народную, [обеспечиваемую] народом и для народа. Фонд «Брикстонский фунт» будет рад в сотрудничестве с «Algorand» написать новую страницу в истории местной валюты.
Оригинальный текст (англ.)This project hands the Brixton community the keys to drive its own local economy at a time when there has never been more need to move away from outdated centralised economic models. Our partnership will build towards a secure and trustless local currency platform, bringing a sustainable and distributed economy — of, for, and by the people. The Brixton Pound is delighted to be working with Algorand to develop the next chapter in the story of local currency.
— руководитель проекта Гай Дэвис
Как и первый вариант, новый проект направлен на сохранение денег в местной экономике и стимулировании независимого местного товарооборота.
Шон Ли (англ. Sean Lee), директор «Algorand Foundation», считает, что брикстонский фунт таким образом будет находиться «между криптовалютами и местными деньгами» и напоминает, что он привязан к фунту стерлингов. При этом «Algorand» не поддерживает майнинг: фонд сразу выпустил 10 миллиардов токенов как окончательное количество, которое распространяется через аукционы, как гранты и т. д.
Гай Дэвис, руководитель проекта Brixton Pound, также считает, что обновлённый брикстонский фунт не будет являться ещё одной криптовалютой, поскольку те работают против фунта стерлингов, а брикстонский фунт является дополнительной валютой, которая работает вместе с фунтом. По-прежнему курс брикстонского фунта планируется приравнивать к фунту стерлингов. В июле 2021 года Гай Дэвис признал, что такая попытка — это большой эксперимент, и нельзя сказать, когда будет результат и каким именно он будет; при этом есть понимание необходимости значительной финансовой поддержки для расширения эксперимента до рабочего состояния.

## Список литературы
1. ↑  Кудрявцев Н. Кризис. В Лондоне перешли на свою валюту. kriminal.lv (22 сентября 2009). Дата обращения: 2 марта 2020. Архивировано 26 февраля 2020 года.
2. ↑  Q&A with Brixton Pound/Brixtopia (англ.). The Design Museum (2018). Дата обращения: 8 февраля 2021. Архивировано 10 августа 2018 года.
3. 1 2 3 4  Max Borka. Make your own money — the Brixton pound (англ.). Max Borka (30 марта 2018). Дата обращения: 8 февраля 2021. Архивировано 13 июля 2021 года.
4. 1 2 3 4  Cole J., Collinge C., Tanner J. The Brixton Pound (англ.). BBC (16 июля 2009). Дата обращения: 23 июля 2021. Архивировано 23 июля 2021 года.
5. 1 2 3 4  Claudia Romeo. Activists in Brixton created their own currency and printed over half a million notes to keep money away from global chain stores (англ.). Business Insider (24 октября 2017). Дата обращения: 8 февраля 2021. Архивировано 12 мая 2021 года.
6. ↑  Brixton Pound (англ.). Everpress. Дата обращения: 23 июля 2021. Архивировано 23 июля 2021 года.
7. 1 2  Ryan-Collins J. Building Local Resilience: The Emergence of the UK Transition Currencies Архивная копия от 18 мая 2021 на Wayback Machine // International Journal of Community Currency Research. — 2011. — Vol. 15 (D). — P. 61—67.
8. 1 2 3  В Лондоне начинает хождение брикстонский фунт. Business FM (22 сентября 2009). Дата обращения: 28 февраля 2020. Архивировано 26 февраля 2020 года.
9. 1 2 3 4 5 6  Приморац М. Деньги Боуи Архивная копия от 24 августа 2020 на Wayback Machine // Финансы и развитие. — 2016 (март). — Вып. 53. — № 1. — С. 26—27.
10. 1 2 3 4 5  Kelly H. Could a cryptocurrency save YOUR High St? From Bristol to Brixton, local pounds used to help shops... now they look set for a digital makeover (англ.). This is Money. Daily Mail, Mail on Sunday & Metro media group (6 июля 2021). Дата обращения: 26 июля 2021. Архивировано 26 июля 2021 года.
11. ↑  Norman Miller. Are community currencies a better way to shop? (англ.). BBC (27 апреля 2020). Дата обращения: 8 февраля 2021. Архивировано 22 декабря 2020 года.
12. ↑  Краснова А. Сам себе центробанк Архивная копия от 13 июля 2021 на Wayback Machine // Ежедневная деловая газета РБК— 2015. — № 115. — С. 16.
13. 1 2 3 4 5  Pete Guest. A Pound for a Pound (англ.). Works That Work. Дата обращения: 5 февраля 2021. Архивировано 8 января 2021 года.
14. ↑  Small business and the british columbia economy (англ.). The Canadian CED Network. Civic Ecomomics & CUPE-BC (февраль 2013). Дата обращения: 26 июля 2021. Архивировано 27 ноября 2021 года.
15. ↑  Joon Ian Wong. Local London Currency Brixton Pound Thrives in Bitcoin’s Shadow. coindesk.com (9 февраля 2014). Дата обращения: 28 февраля 2020. Архивировано 28 февраля 2020 года.
16. ↑  von Degens P. P. Regiogeld und Unternehmen. Eine Untersuchung anhand dreier Fallstudien im Kontext von Geld, Gabe und Reziprozität. — Universität zu Köln, 2016. — 404 s. (Diss.)
17. 1 2 3  Degens P. Between «Market» and «Reciprocity». How Businesses Use Local Currencies Архивная копия от 17 мая 2021 на Wayback Machine // BEHEMOTH. A Journal on Civilisation. — 2016.— Vol. 9.— № 2. — P. 22—36.
18. ↑  Zelizer V. A. Economic Lives: How Culture Shapes the Economy. — Princeton, NJ: Princeton Univ. Press, 2011. — P. 390—392. — 478 p. — ISBN 9780691139364.
19. ↑  Blanc J. Classifying «CCs»: Community, complementary and local currencies' types and generations Архивная копия от 17 мая 2021 на Wayback Machine // International Journal of Community Currency Research. — Vol. 15. — P. 4—10.
20. ↑  The Red Earth Collective* Feat. Soothsayers Horns* – Red Earth Dub (англ.). Discogs. Дата обращения: 15 июля 2022. Архивировано 15 июля 2022 года.
21. ↑  Бекетов А. Лондонский район Брикстон завел свою валюту. Русская служба BBC News (17 сентября 2009). Дата обращения: 2 марта 2020. Архивировано 13 июля 2021 года.
22. ↑  Craig Z. Brixton Pound Cash Machine Opens In Market Row. Londonist (11 апреля 2016). Дата обращения: 27 февраля 2020. Архивировано 27 февраля 2020 года.
23. ↑  Mira Tekelova. Brixton Pound – first electronic local currency in UK (англ.). PositiveMoney. Дата обращения: 18 декабря 2020. Архивировано 5 марта 2021 года.
24. ↑  Cash machine for the Brixton pound opens in south London. BBC News (12 апреля 2016). Дата обращения: 2 марта 2020. Архивировано 8 августа 2017 года.
25. ↑  The Brixton Pound Cash Machine, London, United Kingdom. http://directmap.org.uk. Дата обращения: 2 марта 2020. Архивировано 2 марта 2020 года.
26. ↑  Frequently Asked Questions. Can I exchange printed Brixton Pounds back into sterling? (англ.). Brixton Pound. Дата обращения: 18 мая 2021. Архивировано из оригинала 11 июня 2020 года.
27. ↑  Frequently Asked Questions. Are there any charges for using the Brixton Pound? (англ.). Brixton Pound. Дата обращения: 19 мая 2021. Архивировано из оригинала 11 июня 2020 года.
28. ↑  Ruby Gregory. From an NBA star to David Bowie: The famous faces and local heroes on the bank notes of Brixton's own currency (англ.). MyLondon (27 марта 2021). Дата обращения: 18 апреля 2021. Архивировано 18 апреля 2021 года.
29. ↑  Самые необычные, странные и красивые банкноты в мир. Нумизматика и бонистика (11 сентября 2017). Дата обращения: 2 марта 2020. Архивировано 26 февраля 2020 года.
30. ↑  Show Me The Money (англ.). Brixton Pound. Дата обращения: 18 мая 2021. Архивировано из оригинала 15 июня 2020 года.
31. 1 2 3  Брикстонский фунт. Турбина.ру (21 марта 2019). Дата обращения: 2 марта 2020. Архивировано 26 февраля 2020 года.
32. 1 2  Show Me The Money (англ.). Brixton Pound. Дата обращения: 21 июля 2021. Архивировано из оригинала 15 июня 2020 года.
33. ↑  Will the Brixton pound stick around? The Guardian (21 сентября 2010). Дата обращения: 27 февраля 2020. Архивировано 27 февраля 2020 года.
34. ↑  Mark Sinclair. Jeremy Deller designs new banknote for the Brixton Pound. Creative Review (31 июля 2015). Дата обращения: 10 марта 2020. Архивировано 20 апреля 2017 года.
35. ↑  Emma Tucker. Jeremy Deller designs special-edition note for Brixton Pound. DeZeen (15 августа 2015). Дата обращения: 10 марта 2020. Архивировано 10 августа 2020 года.
36. ↑  Support the Brixton Pound, buy notes and limited Bowie print (англ.). Brixton Pound. Дата обращения: 26 июля 2021. Архивировано 19 сентября 2020 года.
37. ↑  Brixton Pound chooses the Algorand blockchain on which to develop a tokenized version of their innovative Complimentary Local Currency, the Brixton Pound (англ.). Algorand Foundation (21 января 2021). Дата обращения: 8 февраля 2021. Архивировано 3 февраля 2021 года.
38. ↑  Government of the people, by the people, for the people (англ.). BookBrowse. Дата обращения: 27 мая 2021. Архивировано 27 мая 2021 года.
39. ↑  Godsil J. Algorand - taking the Brixton Pound digital (англ.). Publish0x (27 февраля 2021). Дата обращения: 23 июля 2021. Архивировано 23 июля 2021 года.